# Rittermannshagener See
Der Rittmannshagener See ist ein See im Landkreis Mecklenburgische Seenplatte in Mecklenburg-Vorpommern. Der größte (nördliche) Teil liegt auf dem Gemeindegebiet Faulenrost, in der Nähe des namensgebenden Ortes. Der kleinere südliche Teil, auch Lanser See genannt, liegt auf dem Gemeindegebiet Peenehagen. Der See entstand in einer glazialen Rinne, die während des pommerschen Stadiums der Weichseleiszeit durch Schmelzwasser unterhalb des Eises ihre heutige Form erhielt. Größere Teile des Seeufers sind verschilft und meist sumpfig. Die Ostpeene mündet im Südosten in den See und verlässt ihn im Norden wieder. Am Ostufer liegt das Waldgebiet Faulenroster Holz.